# FHI 360
FHI 360 (in passato Family Health International) è un'organizzazione no-profit per lo sviluppo umano con sede in Carolina del Nord. FHI 360 è attiva sui oltre 70 paesi e in tutti gli stati e territori degli Stati Uniti. Fondata nel 1971, l'organizzazione è stata a lungo impegnata in progetti relativi alla pianificazione familiare e alla salute riproduttiva. Nel 1986 l'organizzazione iniziò una campagna globale verso riguardo all'AIDS. La ricerca e i programmi dell'FHI riguardano anche la malaria, la tubercolosi e altre malattie infettive e croniche. Collabora e sensibilizza agenzie internazionali, governi, fondazioni, istituti di ricerca e singoli donatori.